# Two (Álbum de Lenka)
Two (en español: Dos) es el segundo álbum de estudio de la cantante australiana Lenka, lanzado el 19 de abril de 2011.
De este trabajo se desprenden tres sencillos: Heart Skips a Beat, Two y Everything at Once, así como un sencillo promocional titulado Roll with the Punches.

## Lista de canciones
Edición estándar

| N.º | Título                  | Escritor(es)        | Productor(es)        | Duración |  |
| 1.  | «Two»                   | Eg White Lenka      | Eg White Kevin Salem | 3:16     |  |
| 2.  | «Heart Skips a Beat»    | Lenka               | Guy Sigsworth        | 3:21     |  |
| 3.  | «Roll with the Punches» | Ben H. Allen Lenka  | Ben H. Allen         | 3:19     |  |
| 4.  | «Sad Song»              | Lenka               | David Kosten         | 3:25     |  |
| 5.  | «Everything at Once»    | Lenka               | David Kosten         | 2:37     |  |
| 6.  | «Blinded by Love»       | Lenka               | David Kosten         | 3:50     |  |
| 7.  | «Here to Stay»          | Eg White, Lenka     | Eg White Kevin Salem | 4:02     |  |
| 8.  | «You Will Be Mine»      | Guy Sigsworth Lenka | Guy Sigsworth        | 3:28     |  |
| 9.  | «Shock Me Into Love»    | Guy Sigsworth Lenka | Guy Sigsworth        | 3:26     |  |
| 10. | «Everything's OK»       | Lenka               | Sunny Levine         | 3:50     |  |
| 11. | «The End of the World»  | Lenka               | Sunny Levine         | 4:14     |  |

Edición de lujo de iTunes

| iTunes bonus tracks |                    |                     |               |          |  |
| N.º                 | Título             | Escritor(es)        | Productor(es) | Duración |  |
| 12.                 | «Maybe I Love You» | Lenka               |               | 3:27     |  |
| 13.                 | «Wrote Me Out»     | Hunter Burgan Lenka |               | 4:24     |  |

Edición del tour asiático

| N.º | Título                                  | Escritor(es)        | Productor(es) | Duración |  |
| 12. | «Wrote Me Out»                          | Hunter Burgan Lenka |               | 4:24     |  |
| 13. | «Deep Blue»                             | Arcade Fire         |               | 3:50     |  |
| 14. | «Maybe I Love You»                      | Lenka               |               | 3:27     |  |
| 15. | «Pull Me Apart»                         | Lenka               |               | 3:20     |  |
| 16. | «Hold Me Til Christmas»                 | Lenka               |               | 3:42     |  |
| 17. | «You Will Be Mine (versión acústica)»   | Guy Sigsworth Lenka | Guy Sigsworth | 3:53     |  |
| 18. | «Heart Skips a Beat (versión acústica)» | Lenka               | Guy Sigsworth | 3:25     |  |

DVD de la edición del tour asiático

| N.º | Título                               | Escritor(es) | Productor(es) | Duración |  |
| 1.  | «Heart Skips a Beat (video musical)» |              |               | 3:25     |  |
| 2.  | «Two (video musical)»                |              |               | 3:17     |  |